# Le Fantôme de Fort-la-Latte
Le Fantôme de Fort-la-Latte (Les Aventures de Vick et Vicky : Le Fantôme de Fort-la-Latte, Bruno Bertin, 2007, France) est le treizième album de bande dessinée des Aventures de Vick et Vicky.

## Synopsis
Passionnée de fouilles archéologiques, Marine accepte un stage au château de Fort-la-Latte, mais à peine est-elle arrivée que l'équipe présente sur place fait une exceptionnelle découverte. Depuis il se passe des choses étranges. Bien décidée à résoudre ces mystères, Marine demande de l'aide à ses amis Vick, Vicky, Marc et Angelino. Les garçons ne se doutent alors pas qu'ils vont être confrontés à la légende tenace des cinq moines rouges et d'un trésor jamais découvert à ce jour : le trésor des Templiers. Quatre moines rouges furent pendus au pied de la tour du château pour avoir attaqué un chevalier, le grand prêtre des Templiers. Les fouilles ont permis de retrouver quatre squelettes d'animaux habillés dans les vêtements que portaient les moines rouges.

## Personnages
Héros principaux
- Vick : tantôt de bonne ou de mauvaise humeur, c'est le héros de la série et le chef de la bande. Il habite Rennes.
- Vicky : chien de Vick, désigné mascotte de la patrouille des Élans, Vicky est un personnage important dans les aventures. Il aide régulièrement les enfants à se sortir de situations difficiles.

Scouts de la patrouille des Loups Blancs
- Marine : Marine aimerait être archéologue plus tard, elle effectue un stage de fouilles au château.
- Marc
- Angelino

Personnages de l'histoire
- Charles : archéologue intérimaire embauché par Gwénolé
- Bertrand
- Raymond
- Gwénolé : propriétaire du château
- Laurent : policier

## Lieux visités
La bande dessinée se passe dans le château de Fort la Latte. Ce château fort, aussi appelé château de la Roche Goyon est situé sur la pointe de la Latte, près du cap Fréhel dans le département des Côtes-d'Armor sur la commune de Plévenon en baie de Saint-Malo. Remarquable par sa situation sur un cap rocheux, face à la mer, il a servi de décor à plusieurs films. Il fait l’objet d’un classement au titre des monuments historiques depuis les 11 août 1925 et 28 février 1934. A proximité du château, se trouve le Doigt de Gargantua, un menhir près duquel Vick découvre le trésor des Templiers dans six cercueils. 

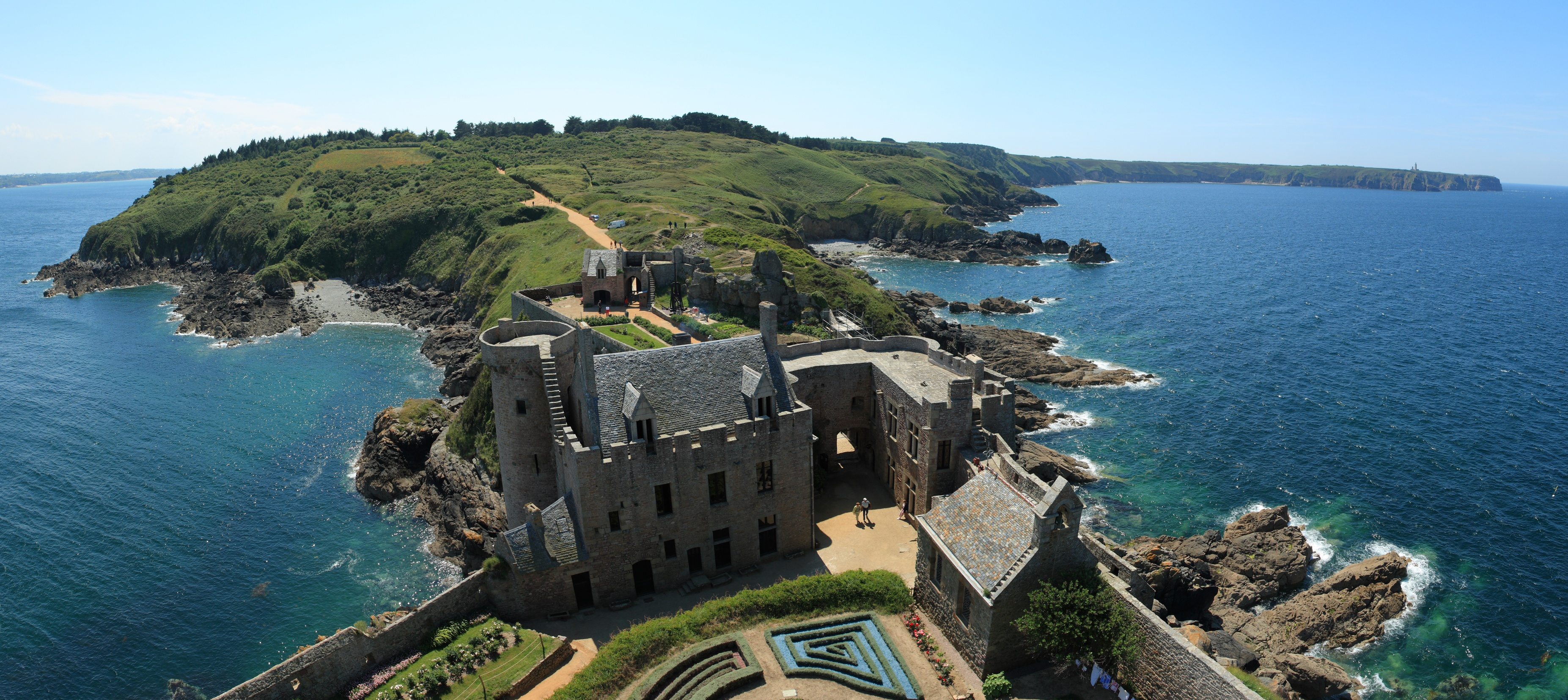
Vue sur la Côte d’Émeraude, depuis le donjon du fort la Latte
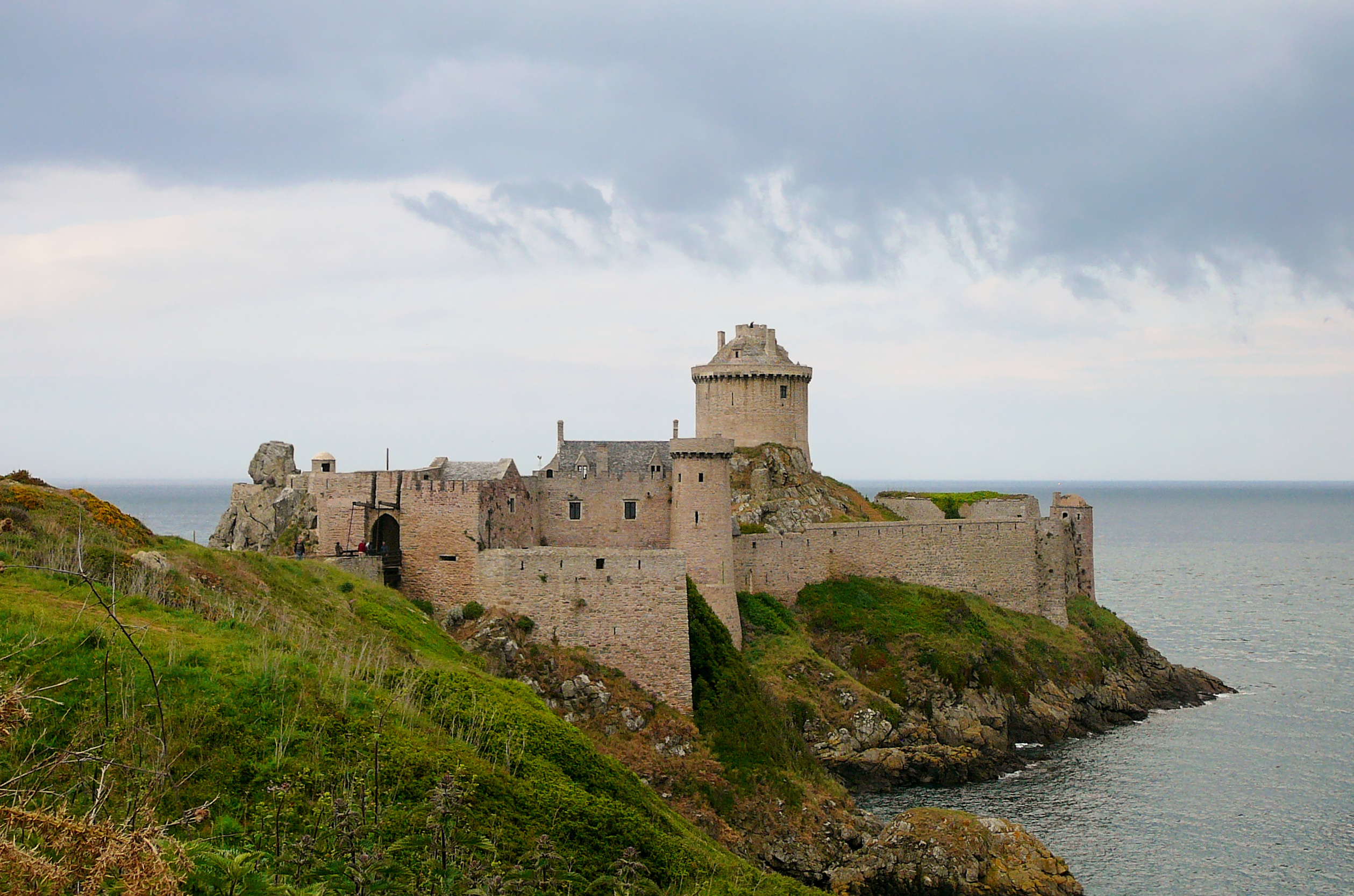
Château de la Roche Goyon.
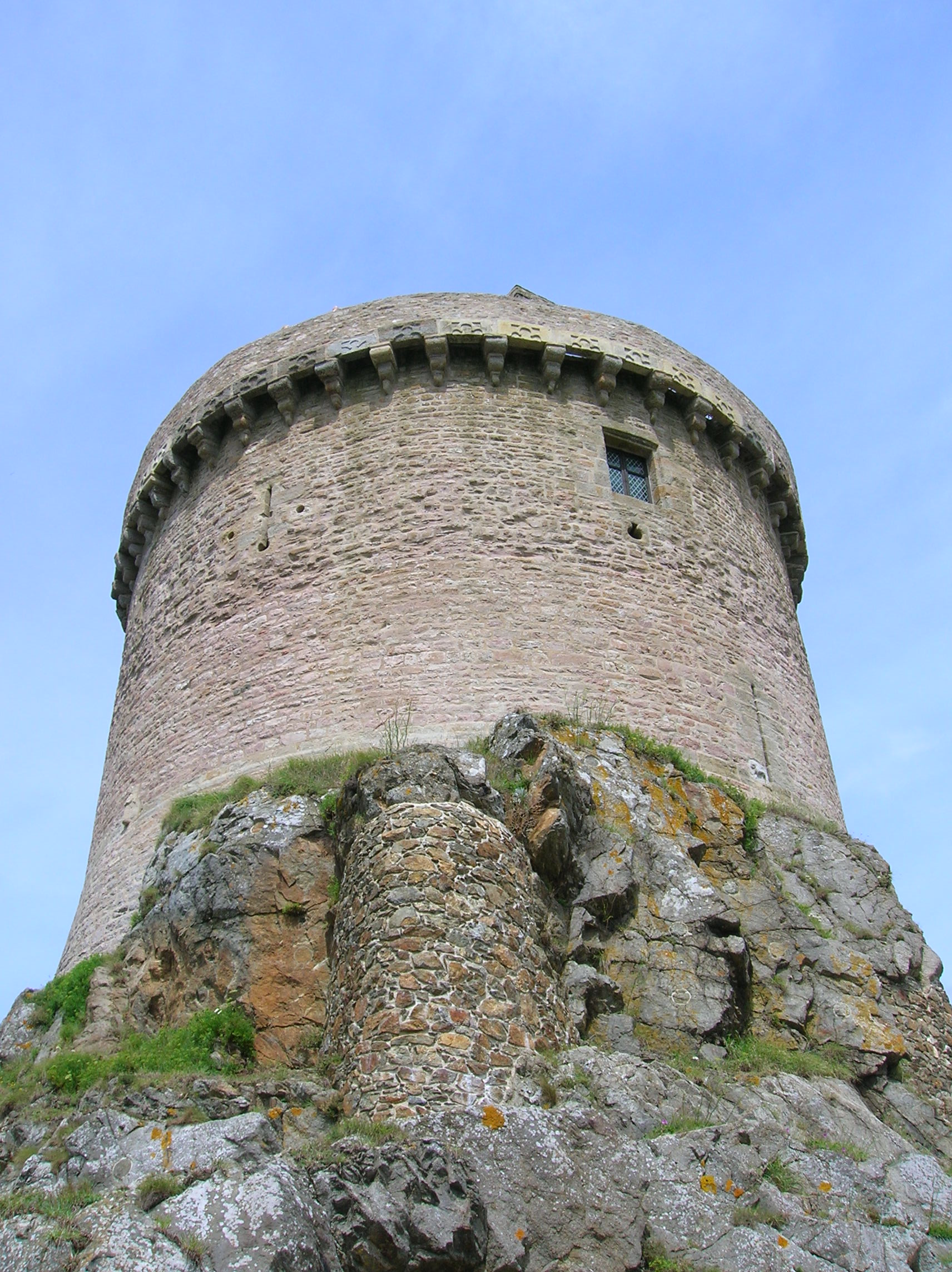
Vue générale sur le donjon.
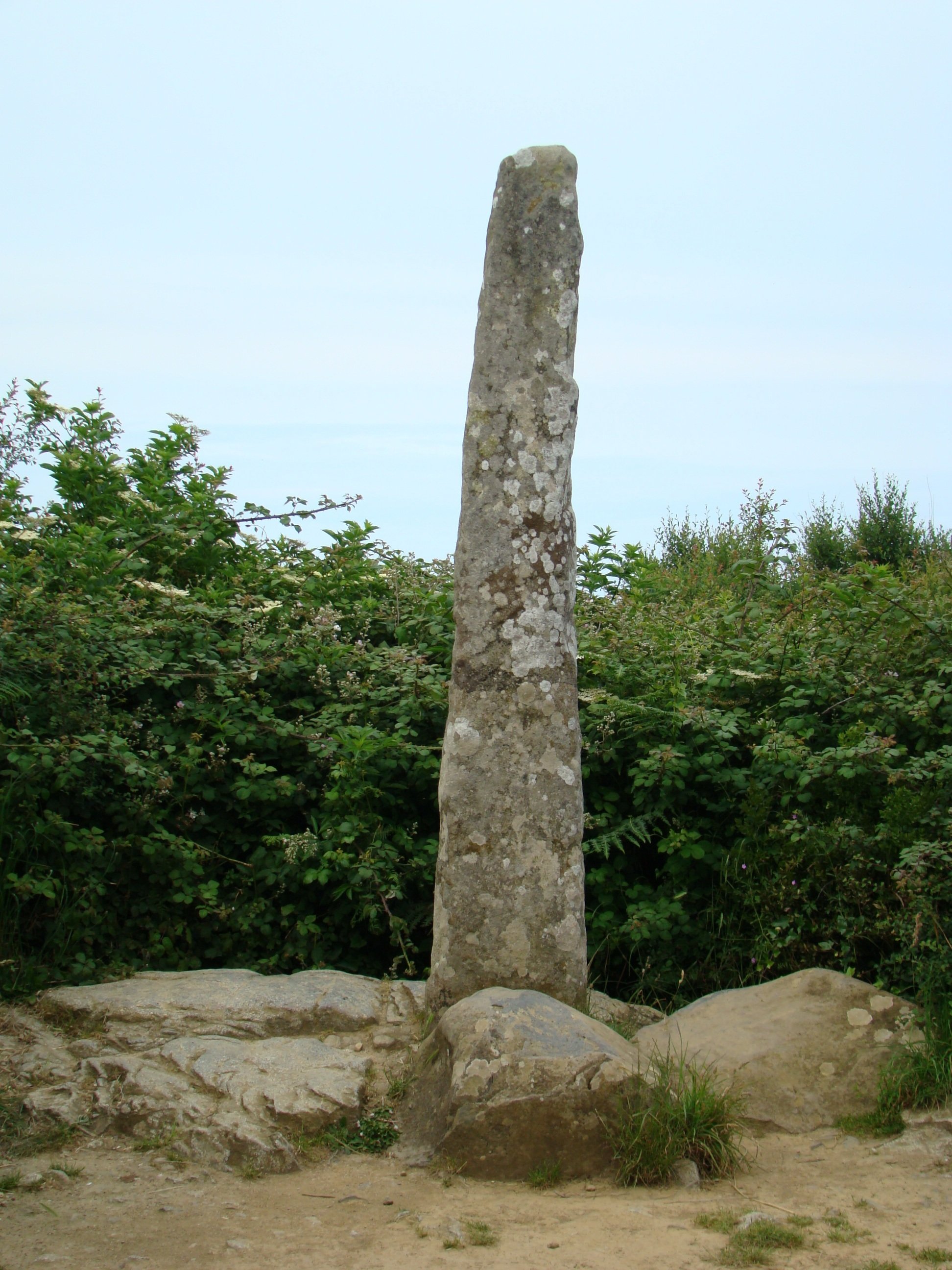
Le Doigt de Gargantua.
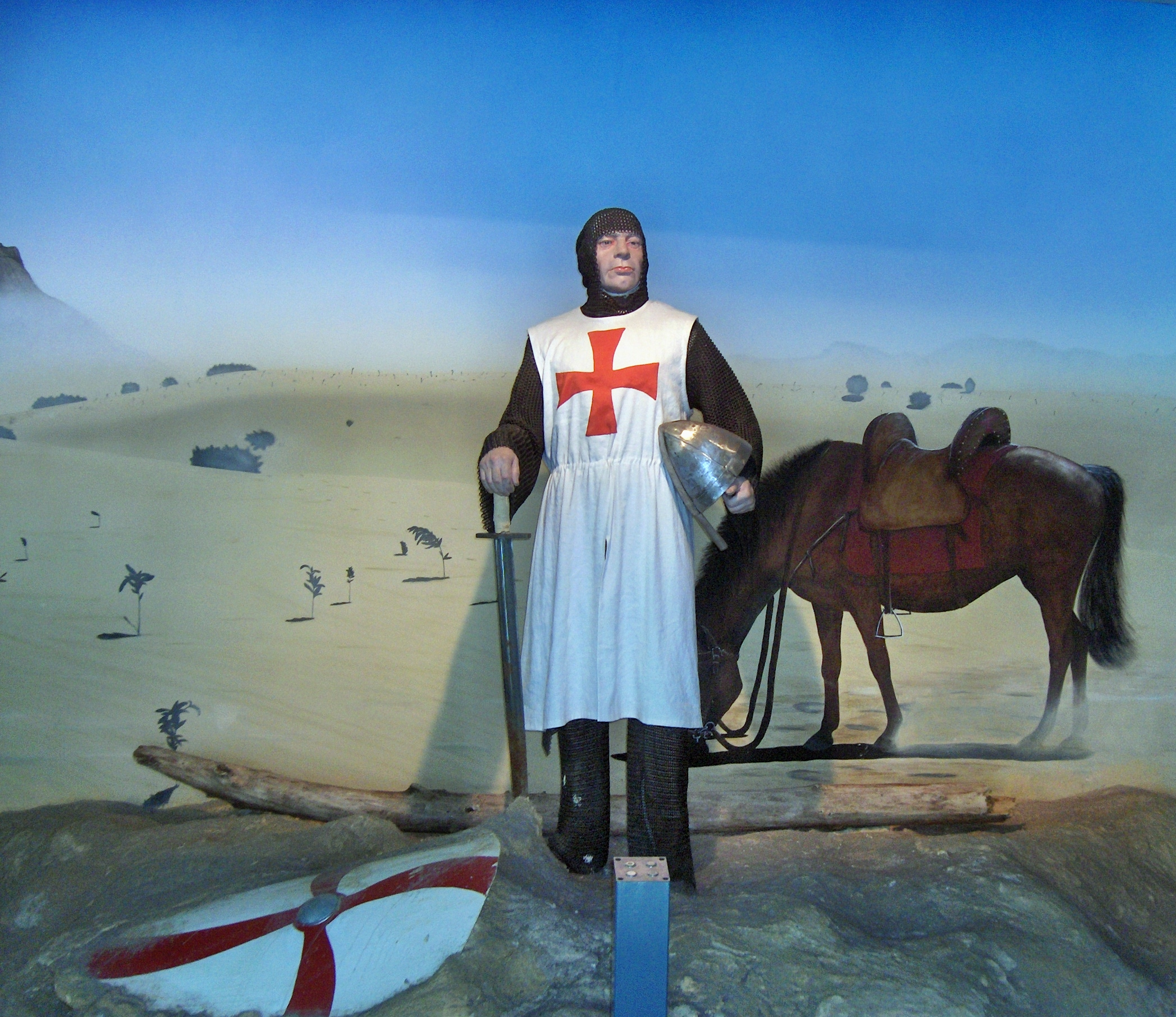
Représentation d'un Templier.
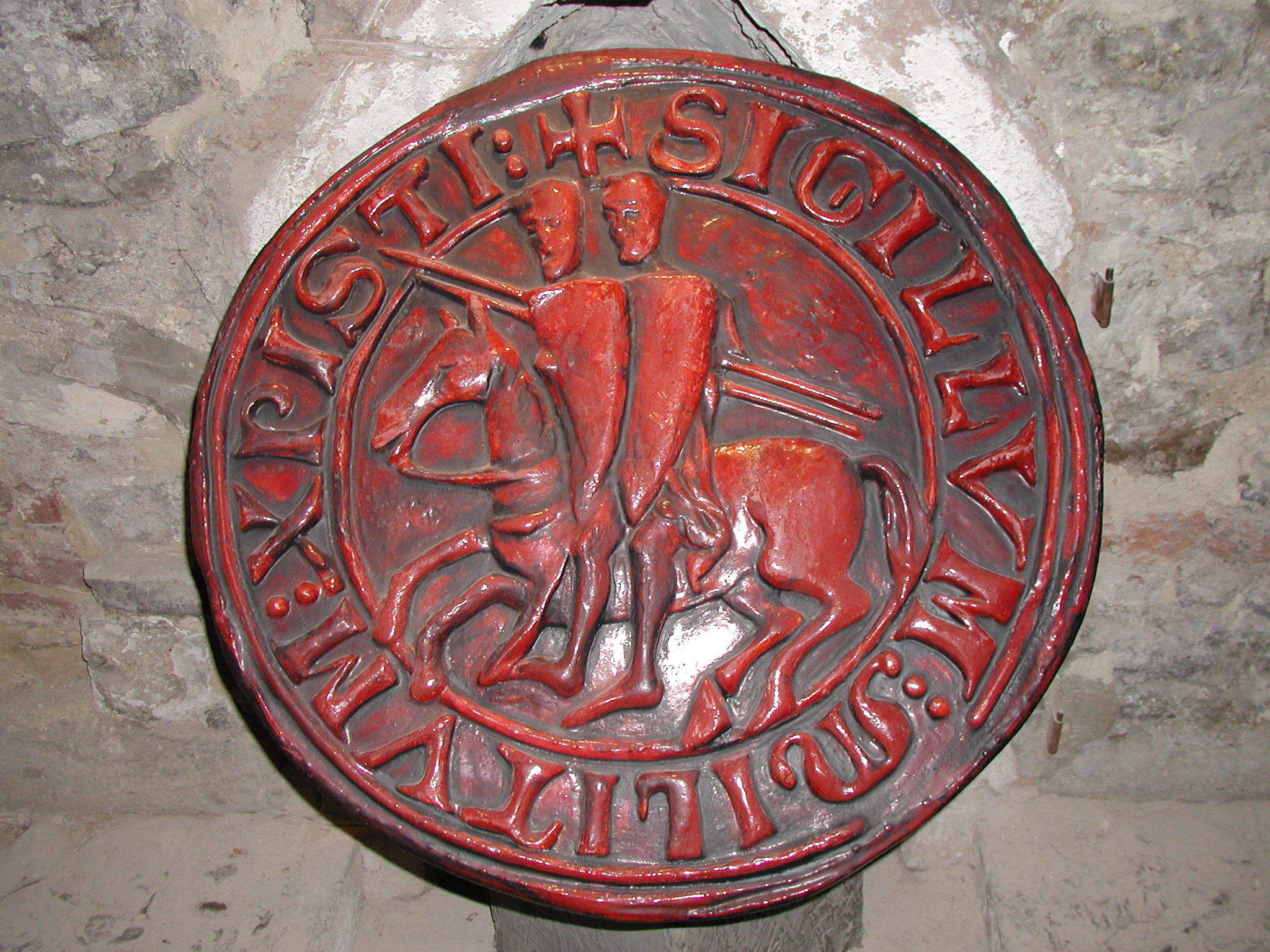
Reproduction d'un sceau templier.

## Autour de l'œuvre
Figurent en annexe de l'album des informations sur le château de la Roche Goyon appelé aussi Fort-la-Latte. Et sur la SNSM. Marine annonce à la fin de l'album qu'on lui propose un autre stage, en Roumanie, dans les Carpates, au pays de Dracula. Il s'agit de l'épisode suivant : Mission Dracula. À la dernière page, le personnage de Vick parle de son créateur Bruno Bertin : « Vous ne voudriez pas que Bruno cesse de nous faire vivre des aventures dans des lieux magiques, j'espère ! »
Dans l'album, le chien du fort s'appelle Duc. Il s'agit du chien Effig des véritables propriétaires du fort. Les chiens tenus en laisse sont admis sur le site.
Dans le tome 23 paru en 2018, Cap sur Saint-Malo : le pirate, la bande d'amis mène une chasse au trésor sur la pointe de la pie, à côté du Fort-la-Latte. Le fantôme d'un pirate se manifeste pour qu'on retrouve son trésor.
Thierry Bouvier, Maître boulanger-pâtissier à Rennes, a réalisé en 2012 une collection de neuf fèves sur des couvertures de bandes dessinées, de romans de l'imaginaire et de reportages photos, en association avec des maisons d'éditions rennaises dont les éditions P'tit Louis. Une des fèves de la série reprend la couverture de la bande dessinée Le Fantôme de Fort-la-Latte.

### La légende des moines rouges
En Haute-Bretagne, le nom de « moines rouges » s’applique en général aux Templiers ; cette couleur n’était pas celle du costume de ces religieux militaires, qui était blanc avec une croix rouge sur la poitrine, mais c’est celle dont les récits populaires affublent assez souvent le diable, et elle indique les accointances qu’on leur attribue avec l’esprit des ténèbres. Elle n’est pas, du reste, l’apanage des chevaliers du Temple : les moines rouges sont ceux, quel que soit leur ordre, qui ont laissé de mauvais souvenirs.

### La SNSM
Les héros de Bruno Bertin ont donné leurs noms à des bateaux de la SNSM. La SNSM sera à l'honneur dans un autre album de la série : Vick et Vicky et les sauveteurs en mer contre les voleurs de cerveaux (2011).